# Ian King (Manager)

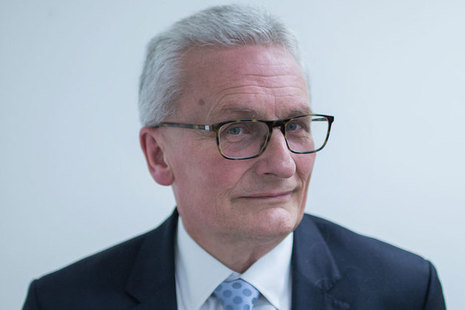
Ian King

Ian Graham King (* 24. April 1956) ist ein britischer Manager. Er war von 2008 bis 2017 Chief Executive Officer des Rüstungskonzerns BAE Systems.

## Leben
King begann seine berufliche Karriere 1976 beim Telekommunikationsunternehmen Marconi Electronic Systems und arbeitete zunächst an den Produktionsstandorten in Schottland und Portsmouth. Von 1986 bis 1992 war er Finanzdirektor von Marconi Defence Systems und von 1992 bis 1998 Finanzdirektor von Marconi Electronic Systems. Nach der Fusion des Unternehmens mit der British Aerospace wurde er 1999 Leiter der Strategie- und Planungsabteilung (Group Strategy and Planning Director) des neu gegründeten Unternehmens BAE Systems.
Seit September 2008 leitet King als CEO und Nachfolger von Michael Turner den Rüstungskonzern BAE Systems.
Ian King ist verheiratet, hat ein Kind und wohnt mit seiner Familie in Portsmouth.